# BMW iX
El BMW iX es un vehículo eléctrico de batería fabricado por BMW.
Es un SUV que tiene dos motores, uno por eje, que le proporcionan tracción total.

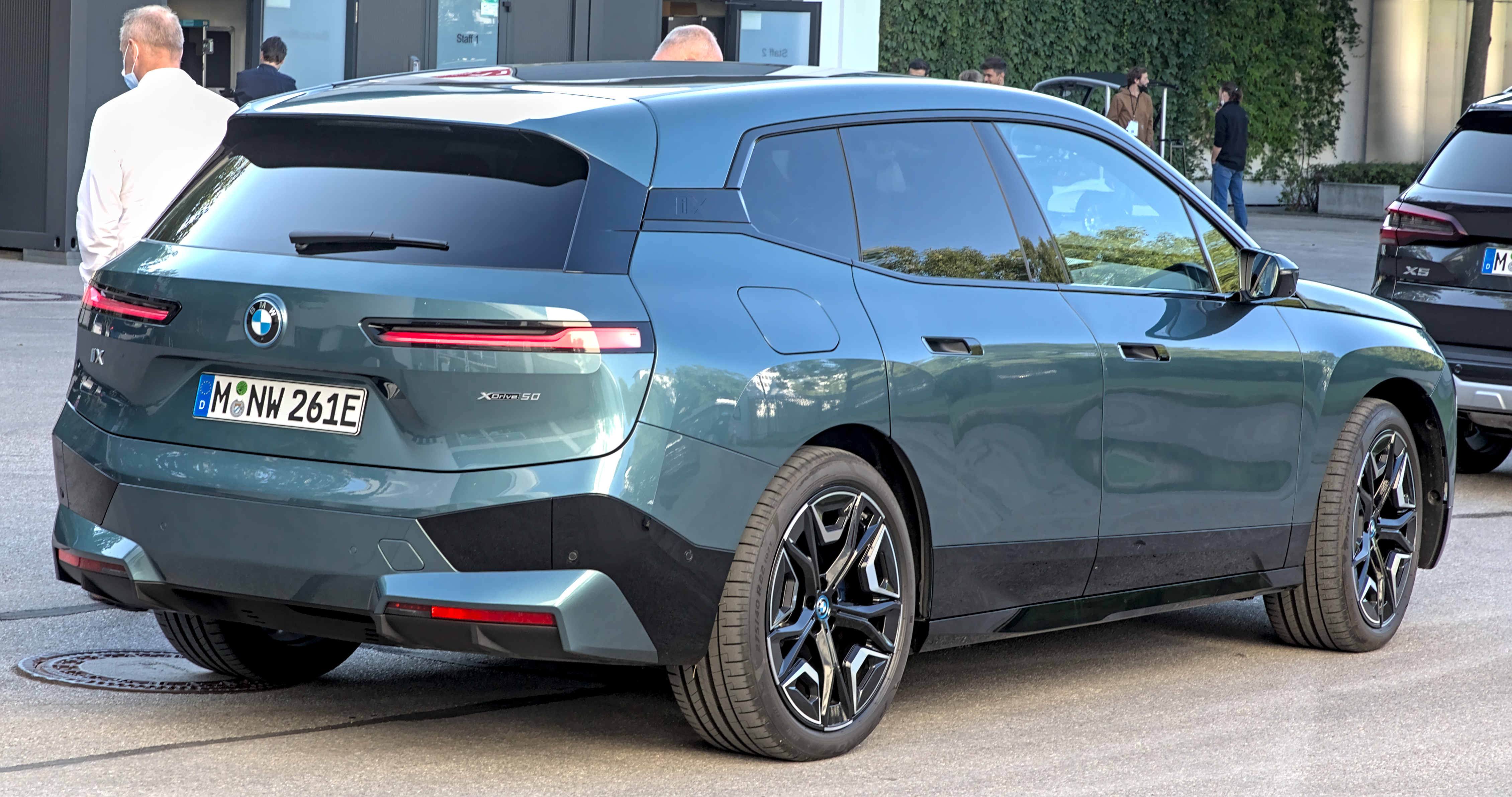
En el Salón del Automóvil de Fráncfort de 2021
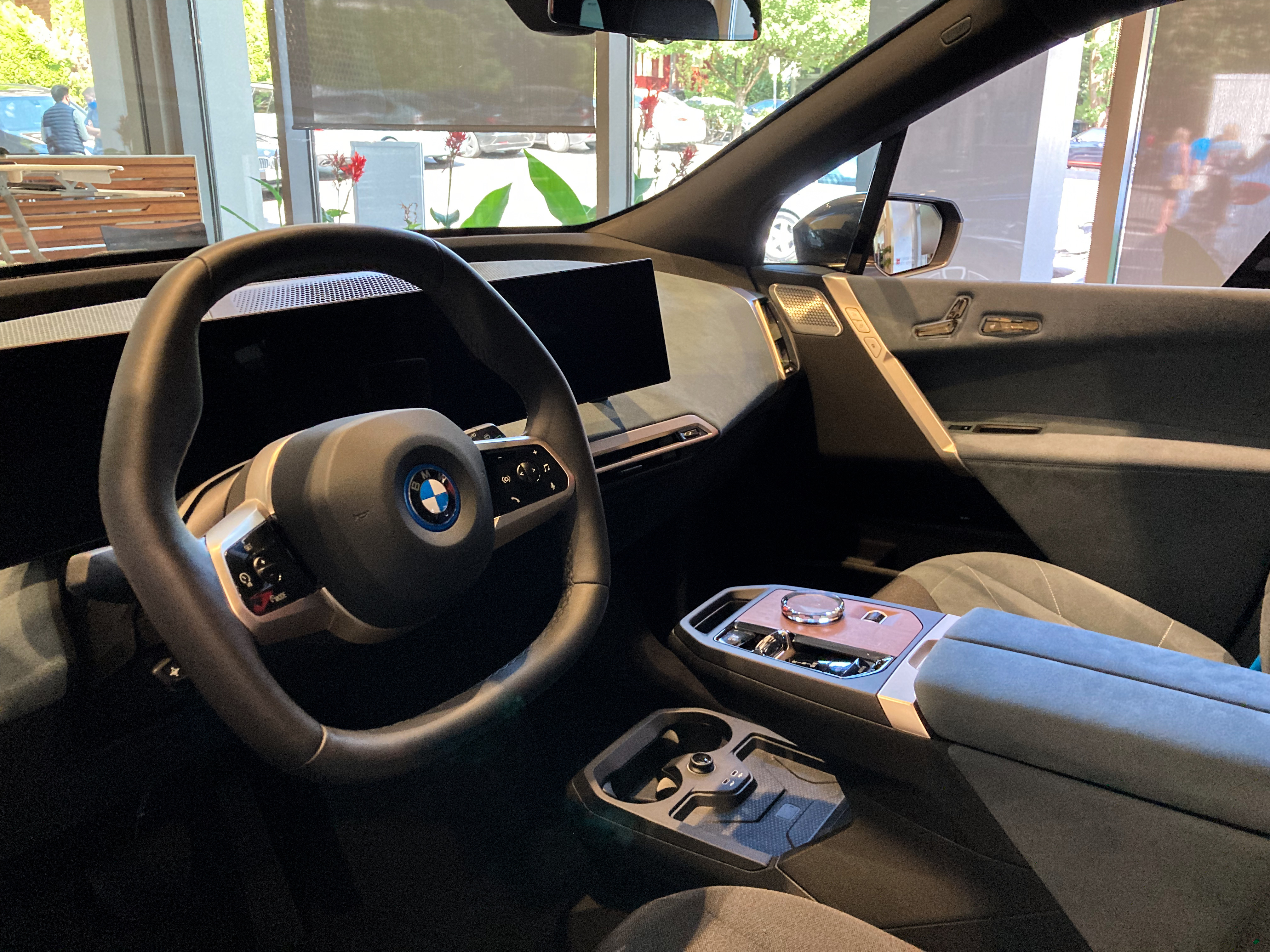
Interior